# Zvonimirovac
Zvonimirovac is een plaats in de gemeente Čađavica in de Kroatische provincie Virovitica-Podravina. De plaats telt 341 inwoners (2001).